# Daley Blind
Daley Blind (n. 9 martie 1990) este un fotbalist neerlandez care evoluează la clubul din La Liga Girona FC și la echipa națională de fotbal a Țărilor de Jos pe postul de mijlocaș.
Din 2008 până în 2014 Daley Blind a jucat la Ajax Amsterdam în peste 100 de meciuri (99 în campionat). În anul 2010 a jucat la Groningen sub formă de împrumut. Din 2014 pana in 2018 a evoluat la Manchester United. In prezent joaca la Bayern München. Daley Blind este fiul fostului fundaș al lui Ajax, Danny Blind.

## Palmares

### Club
Ajax
- Eredivisie (4): 2010–11, 2011–12, 2012–13, 2013–14
- Johan Cruijff Shield (1): 2013

Manchester United
- FA Cup: 2015–16
- EFL Cup: 2016–17
- UEFA Europa League: 2016–17
- FA Community Shield: 2016

### Internațional
Țările de Jos
- Campionatul Mondial de Fotbal

Locul 3: 2014

### Individual
- Talentul viitorului la AFC Ajax: 2007–08
- Jucătorul anului la AFC Ajax: 2012–13
- Fotbalistul olandez al anului: 2014

## Statistici carieră
La 10 iulie 2015.

### Club
|               |                         |                | Campionat | Campionat | Cupă    | Cupă   | Continental1 | Continental1 | Altele2 | Altele2 | Total   | Total  |
| Sezon         | Club                    | Campionat      | Meciuri   | Goluri    | Meciuri | Goluri | Meciuri      | Goluri       | Meciuri | Goluri  | Meciuri | Goluri |
| ------------- | ----------------------- | -------------- | --------- | --------- | ------- | ------ | ------------ | ------------ | ------- | ------- | ------- | ------ |
| 2008–09       | Ajax                    | Eredivisie     | 5         | 0         | 0       | 0      | 1            | 0            | -       | -       | 6       | 0      |
| 2009–10       | Ajax                    | Eredivisie     | 0         | 0         | 0       | 0      | 0            | 0            | -       | -       | 0       | 0      |
| 2009–10       | FC Groningen (împrumut) | Eredivisie     | 17        | 0         | 0       | 0      | -            | -            | 2       | 0       | 19      | 0      |
| 2010–11       | Ajax                    | Eredivisie     | 10        | 0         | 4       | 0      | 4            | 0            | 0       | 0       | 18      | 0      |
| 2011–12       | Ajax                    | Eredivisie     | 21        | 0         | 1       | 0      | 3            | 0            | 1       | 0       | 26      | 0      |
| 2012–13       | Ajax                    | Eredivisie     | 34        | 2         | 3       | 0      | 8            | 0            | 1       | 0       | 46      | 2      |
| 2013–14       | Ajax                    | Eredivisie     | 29        | 1         | 6       | 0      | 8            | 0            | 1       | 0       | 44      | 1      |
| 2014–15       | Manchester United       | Premier League | 25        | 2         | 4       | 0      | 0            | 0            | —       | —       | 29      | 2      |
| Total carieră | Total carieră           | Total carieră  | 144       | 5         | 18      | 0      | 24           | 0            | 5       | 0       | 194     | 5      |

1 Include UEFA Champions League și UEFA Europa League.
2 Include Johan Cruijff Shield.

### Internațional
La 10 iulie 2015.
| Țările de Jos | Țările de Jos | Țările de Jos | Țările de Jos |
| An            | Meciuri       | Goluri        |               |
| ------------- | ------------- | ------------- | ------------- |
| 2013          | 8             | 0             |               |
| 2014          | 17            | 2             |               |
| 2015          | 2             | 0             |               |
| Total         | 25            | 2             |               |

## Goluri internaționale
| #  | Data          | Stadion                                             | Oponent  | Scor | Rezultat | Competiția                         |
| -- | ------------- | --------------------------------------------------- | -------- | ---- | -------- | ---------------------------------- |
| 1. | 12 iulie 2014 | Estádio Nacional Mané Garrincha, Brasília, Brazilia | Brazilia | 2–0  | 3–0      | Campionatul Mondial de Fotbal 2014 |